# La Touche
Pour les articles homonymes, voir La Touche (homonymie).
La Touche est une commune française située dans le département de la Drôme, en région Auvergne-Rhône-Alpes.

## Géographie

### Localisation

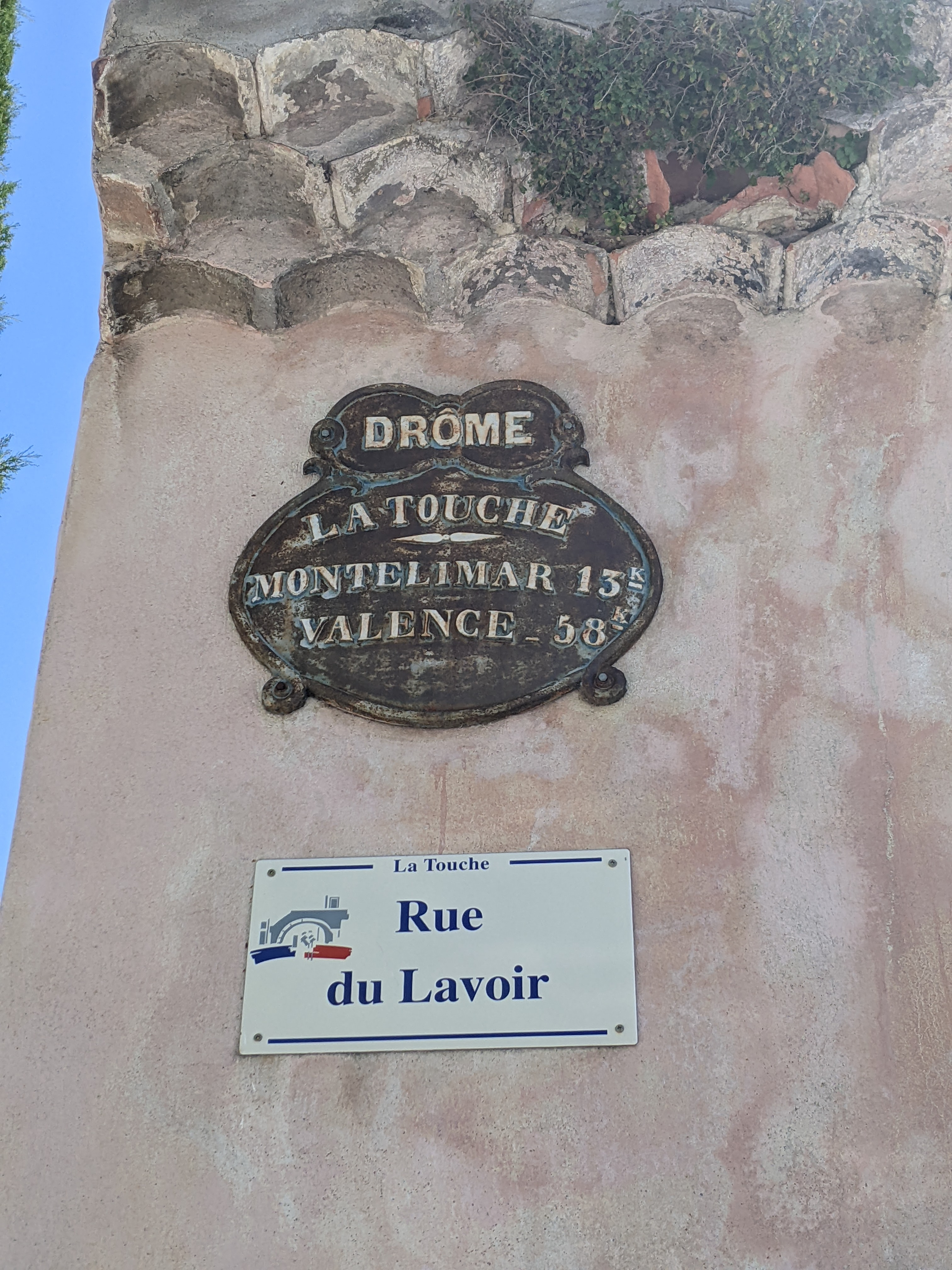
Plaque de situation de La Touche.

La commune de La Touche est située à 16 km à l'est de Montélimar (bureau centralisateur du canton), à 17 km à l'ouest de Dieulefit et à 17 km au nord de Grignan.

### Relief et géologie
Sites particuliers :
- Mastaize (302 m) ;
- Roche Goyrand ;
- Serre Gros (454 m).

### Hydrographie
La commune est arrosée par les cours d'eau suivants :
- le Jabron ;
- Ravin de Bégoud ;
- Ruisseau de Citelles ;
- Ruisseau de Nicoule ;
- Ruisseau des Égasiers.

### Climat
Pour des articles plus généraux, voir Climat d'Auvergne-Rhône-Alpes et Climat de la Drôme.
En 2010, le climat de la commune est de type climat méditerranéen altéré, selon une étude du Centre national de la recherche scientifique s'appuyant sur une série de données couvrant la période 1971-2000. En 2020, Météo-France publie une typologie des climats de la France métropolitaine dans laquelle la commune est exposée à un climat méditerranéen et est dans la région climatique  Provence, Languedoc-Roussillon, caractérisée par une pluviométrie faible en été, un très bon ensoleillement (2 600 h/an), un été chaud (21,5 °C), un air très sec en été, sec en toutes saisons, des vents forts (fréquence de 40 à 50 % de vents > 5 m/s) et peu de brouillards. 
Pour la période 1971-2000, la température annuelle moyenne est de 12,8 °C, avec une amplitude thermique annuelle de 18 °C. Le cumul annuel moyen de précipitations est de 935 mm, avec 6,6 jours de précipitations en janvier et 4 jours en juillet. Pour la période 1991-2020, la température moyenne annuelle observée sur la station météorologique de Météo-France la plus proche, « Montboucher-S-Jabron », sur la commune de Montboucher-sur-Jabron à 8 km à vol d'oiseau, est de 13,6 °C et le cumul annuel moyen de précipitations est de 915,0 mm,. Pour l'avenir, les paramètres climatiques de la commune estimés pour 2050 selon différents scénarios d'émission de gaz à effet de serre sont consultables sur un site dédié publié par Météo-France en novembre 2022.

## Urbanisme

### Typologie
Au 1er janvier 2024, La Touche est catégorisée commune rurale à habitat dispersé, selon la nouvelle grille communale de densité à 7 niveaux définie par l'Insee en 2022.
Elle est située hors unité urbaine. Par ailleurs la commune fait partie de l'aire d'attraction de Montélimar, dont elle est une commune de la couronne,. Cette aire, qui regroupe 45 communes, est catégorisée dans les aires de 50 000 à moins de 200 000 habitants,.

### Occupation des sols
L'occupation des sols de la commune, telle qu'elle ressort de la base de données européenne d’occupation biophysique des sols Corine Land Cover (CLC), est marquée par l'importance des forêts et milieux semi-naturels (63,8 % en 2018), une proportion identique à celle de 1990 (63,8 %). La répartition détaillée en 2018 est la suivante : forêts (57,1 %), terres arables (28,2 %), zones agricoles hétérogènes (8 %), milieux à végétation arbustive et/ou herbacée (6,7 %). L'évolution de l’occupation des sols de la commune et de ses infrastructures peut être observée sur les différentes représentations cartographiques du territoire : la carte de Cassini (XVIIIe siècle), la carte d'état-major (1820-1866) et les cartes ou photos aériennes de l'IGN pour la période actuelle (1950 à aujourd'hui).

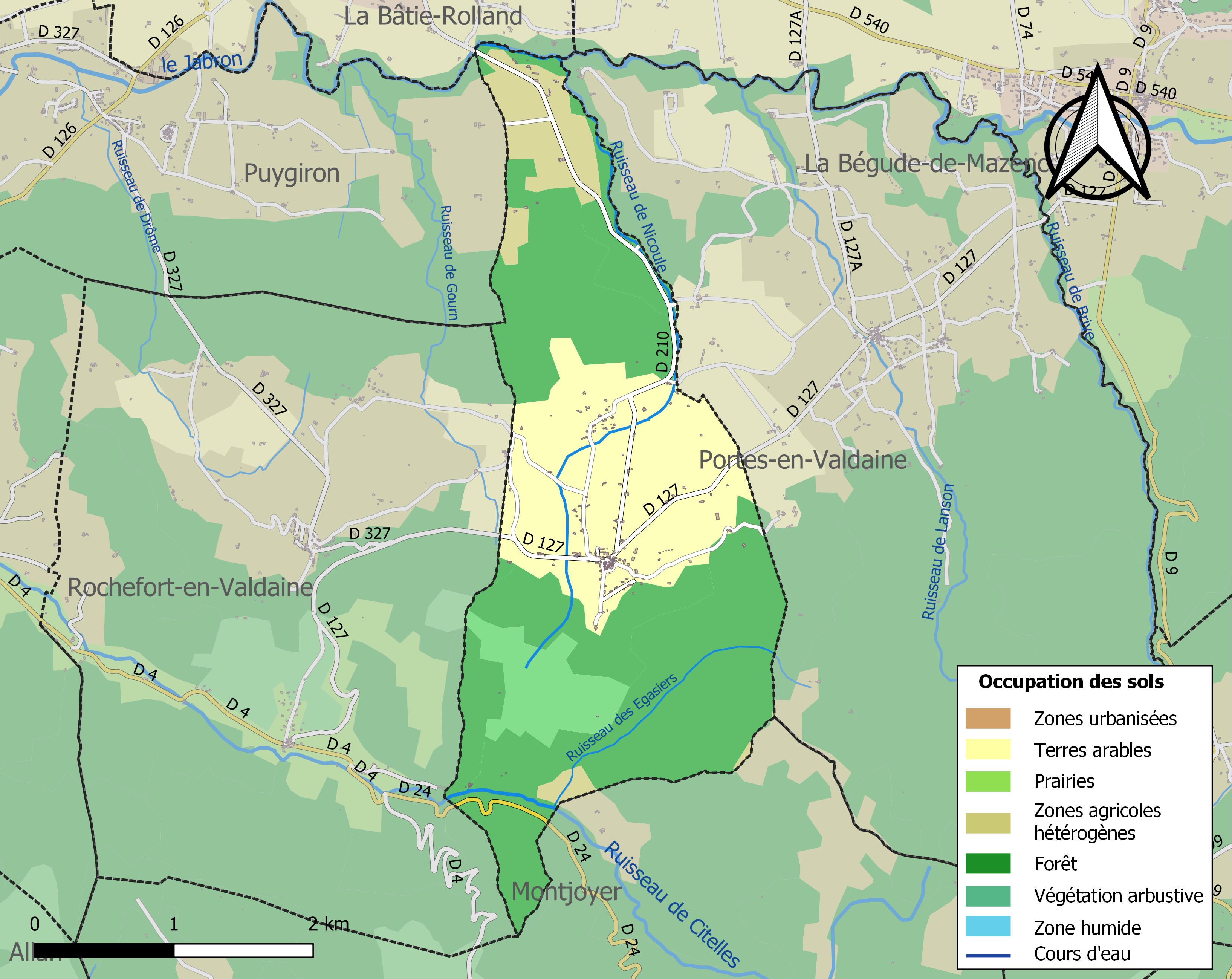
Carte des infrastructures et de l'occupation des sols de la commune en 2018 (CLC).

### Morphologie urbaine

#### Quartiers, hameaux et lieux-dits
Site Géoportail (carte IGN) :
- Bois du Pin
- Bois Naiza
- Cavaillon
- Ferme de Bois Naiza
- Jarniac
- la Chênue
- la Forêt
- la Montagne
- Lançon
- le Moulin de Bay
- le Roubinet
- le Rouge
- les Alliers
- Marguerie
- Notre-Dame de Mastaize

### Voies de communication et transports

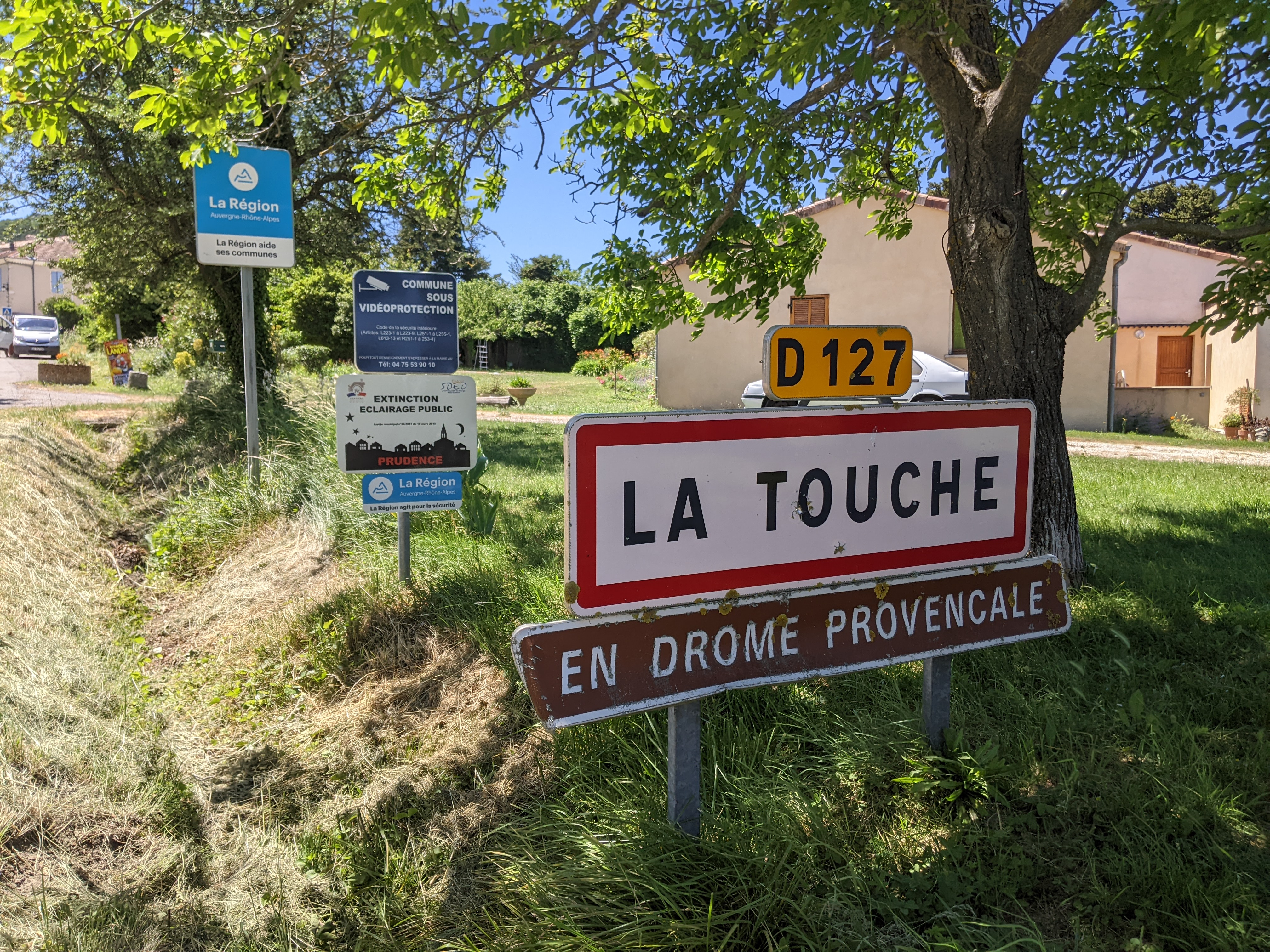
Entrée dans La Touche par la route départementale 127.

La commune est desservie par les routes départementales D 24, D 127 et D 210.

## Toponymie

### Attestations
Dictionnaire topographique du département de la Drôme :
- XIIIe siècle : Tochia (de Coston, Étym., 124) ;
- 1513 : La Tousche (archives de la Drôme, E 2716) ;
- 1523 : La Tousche (archives de la Drôme, E 6764) ;
- 1527 : Toschia (cartulaire de Montélimar, 2716) ;
- XVIIIe siècle : La Tousche (état du diocèse de Saint-Paul-Trois-Châteaux) ;
- 1891 : La Touche, commune du canton de Montélimar.

### Étymologie
Le toponyme dériverait du mot occitan tusca, tosca désignant généralement une touffe d'arbres, un boqueteau, un hallier, notamment réservé entre les cultures[réf. nécessaire].
Le suffixe -usca suggérerait une origine ligure (préceltique)[réf. nécessaire].

## Histoire

### Du Moyen Âge à la Révolution
La seigneurie :
- Au point de vue féodal, la Touche était une terre du domaine des Adhémar.
- 1374 : possession des comtes de Valentinois.
- Elle passe aux Vesc.
- Avant 1484 : elle est léguée aux Eurre.
- 1619 : elle passe (par mariage) aux Lattier, derniers seigneurs.

Avant 1790, la Touche était une communauté de l'élection, subdélégation et sénéchaussée de Montélimar.

Elle formait une paroisse du diocèse de Saint-Paul-Trois-Châteaux. Son église était dédiée à saint Jean. Les dîmes appartenaient aux religieux de l'abbaye de Saint-André de Villeneuve-lès-Avignon, en leur qualité de prieurs d'Espeluche.

#### Bois Naiza
- 1183 : Bonaisaci (Cartulaire de la commanderie de Richerenches)[14].
- 1391 : le terroin de Bonnaysac (choix de docum., 214)[15].
- 1540 : Bonnesa (inventaire de la chambre des comptes)[15].
- (non daté) : Bois Naiza (pl. cad.)[15].
- XIXe siècle : Boynesa (carte d'état-major)[15].
- 1891 : Boynesac, ruine et quartier de la commune de la Touche[15].
- Avant 2020 : Bois Naiza[16].

La commanderie templière de Boynesac se trouvait à l'emplacement de l'actuelle ferme de Bois Naiza.

#### Mastaize
- 827 : villa de Masteres in agro Tricastinensi (Annal., II, 340)[17].
- 805 : villa nomine Masteces, in pago Tricastrinensi (Chifflet, Hist. de Tournus, 263)[17].
- 1345 : mention du mandement et de la métairie : mandamentum et meteria de Masteses (inventaire de la chambre des comptes)[17].
- 1719 : mention de la chapelle : Notre-Dame de Matese (archives de la Drôme, E 6844)[17].
- 1891 : Mastaize, chapelle et quartier de la commune de la Touche[17].
- 1992 : Mastèse, chapelle Notre-Dame-de-Mastèse[18].
- Avant 2020 : Mastaize[16].

Fief inféodé, le 17 janvier 1339, aux Rochefort par les comtes de Valentinois. Il a été confondu avec celui de la Touche.

### De la Révolution à nos jours
En 1790, la commune est comprise dans le canton de Châteauneuf-de-Mazenc. La réorganisation de l'an VIII (1799-1800) la place dans le canton de Montélimar.
En mars 2015, la commune passe dans le canton de Dieulefit.

## Politique et administration

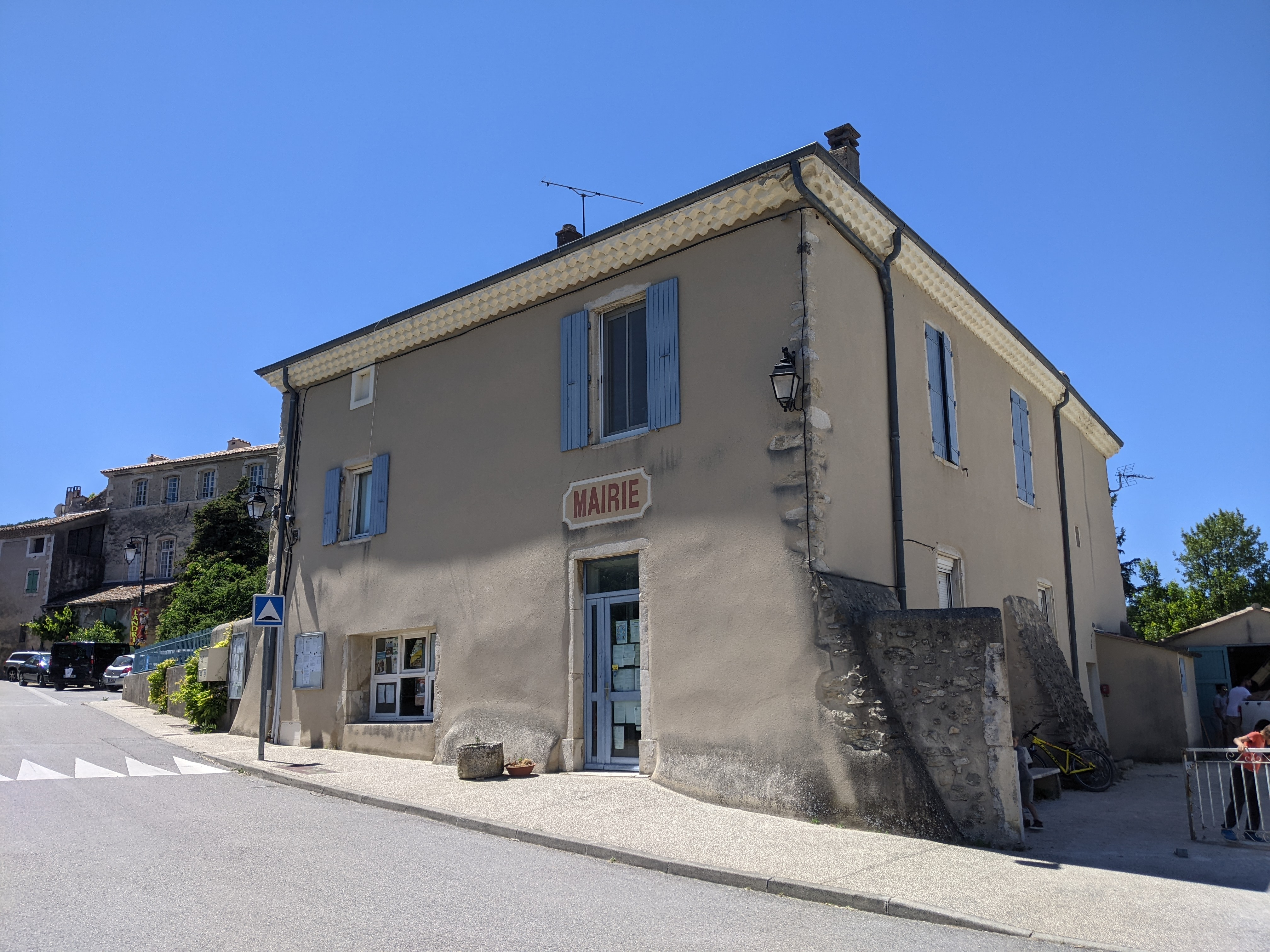
Mairie de La Touche.

### Liste des maires
| Période                                                                      | Période                      | Identité             | Étiquette | Qualité                           |
| ---------------------------------------------------------------------------- | ---------------------------- | -------------------- | --------- | --------------------------------- |
| Les données manquantes sont à compléter. : de la Révolution au Second Empire |                              |                      |           |                                   |
| 1790                                                                         | 1871                         | ?                    |           |                                   |
| Les données manquantes sont à compléter. : depuis la fin du Second Empire    |                              |                      |           |                                   |
| 1871                                                                         | 1874                         | ?                    |           |                                   |
| 1874                                                                         | 1878                         | ?                    |           |                                   |
| 1878                                                                         | 1884                         | ?                    |           |                                   |
| 1884                                                                         | 1888                         | ?                    |           |                                   |
| 1888                                                                         | 1892                         | ?                    |           |                                   |
| 1892                                                                         | 1896                         | ?                    |           |                                   |
| 1896                                                                         | 1900                         | ?                    |           |                                   |
| 1900                                                                         | 1904                         | ?                    |           |                                   |
| 1904                                                                         | 1908                         | ?                    |           |                                   |
| 1908                                                                         | 1912                         | ?                    |           |                                   |
| 1912                                                                         | 1919                         | ?                    |           |                                   |
| 1919                                                                         | 1925                         | ?                    |           |                                   |
| 1925                                                                         | 1929                         | ?                    |           |                                   |
| 1929                                                                         | 1935                         | ?                    |           |                                   |
| 1935                                                                         | 1945                         | ?                    |           |                                   |
| 1945                                                                         | 1947                         | ?                    |           |                                   |
| 1947                                                                         | 1953                         | ?                    |           |                                   |
| 1953                                                                         | 1959                         | ?                    |           |                                   |
| 1959                                                                         | 1965                         | ?                    |           |                                   |
| 1965                                                                         | 1971                         | ?                    |           |                                   |
| 1971                                                                         | 1977                         | ?                    |           |                                   |
| 1977                                                                         | 1983                         | ?                    |           |                                   |
| 1983                                                                         | 1989                         | ?                    |           |                                   |
| 1989                                                                         | 1995                         | ?                    |           |                                   |
| 1995                                                                         | 2001                         | ?                    |           |                                   |
| 2001                                                                         | 2008                         | Jacques Luizet       |           |                                   |
| 2008                                                                         | 2014                         | Jean-Jacques Garde   | PS        | retraité de l'éducation nationale |
| 2014                                                                         | 2020                         | Jean-Jacques Garde   |           | maire sortant                     |
| 2020                                                                         | 2021 (juin)                  | Jean-Jacques Garde   |           | maire sortant                     |
| 2021 (juin)                                                                  | En cours (au 9 juillet 2021) | Sandrine Mourier-Rey |           |                                   |

### Rattachements administratifs et électoraux
Jusqu'en mars 2015, la commune faisait partie du canton de Montélimar-2. À la suite du redécoupage des cantons du département, elle est rattachée au canton de Dieulefit.

## Population et société

### Démographie
L'évolution du nombre d'habitants est connue à travers les recensements de la population effectués dans la commune depuis 1793. Pour les communes de moins de 10 000 habitants, une enquête de recensement portant sur toute la population est réalisée tous les cinq ans, les populations de référence des années intermédiaires étant quant à elles estimées par interpolation ou extrapolation. Pour la commune, le premier recensement exhaustif entrant dans le cadre du nouveau dispositif a été réalisé en 2005.

En 2022, la commune comptait 260 habitants, en évolution de +4 % par rapport à 2016 (Drôme : +2,64 %, France hors Mayotte : +2,11 %).
| 1793 | 1800 | 1806 | 1821 | 1831 | 1836 | 1841 | 1846 | 1851 |
| ---- | ---- | ---- | ---- | ---- | ---- | ---- | ---- | ---- |
| 208  | 180  | 202  | 261  | 346  | 296  | 310  | 308  | 371  |

| 1856 | 1861 | 1866 | 1872 | 1876 | 1881 | 1886 | 1891 | 1896 |
| ---- | ---- | ---- | ---- | ---- | ---- | ---- | ---- | ---- |
| 323  | 372  | 376  | 333  | 312  | 278  | 264  | 228  | 224  |

| 1901 | 1906 | 1911 | 1921 | 1926 | 1931 | 1936 | 1946 | 1954 |
| ---- | ---- | ---- | ---- | ---- | ---- | ---- | ---- | ---- |
| 204  | 208  | 218  | 178  | 157  | 145  | 151  | 167  | 154  |

| 1962 | 1968 | 1975 | 1982 | 1990 | 1999 | 2005 | 2006 | 2010 |
| ---- | ---- | ---- | ---- | ---- | ---- | ---- | ---- | ---- |
| 150  | 123  | 110  | 118  | 123  | 161  | 177  | 184  | 212  |

| 2015 | 2020 | 2022 | - | - | - | - | - | - |
| ---- | ---- | ---- | - | - | - | - | - | - |
| 245  | 261  | 260  | - | - | - | - | - | - |

### Enseignement

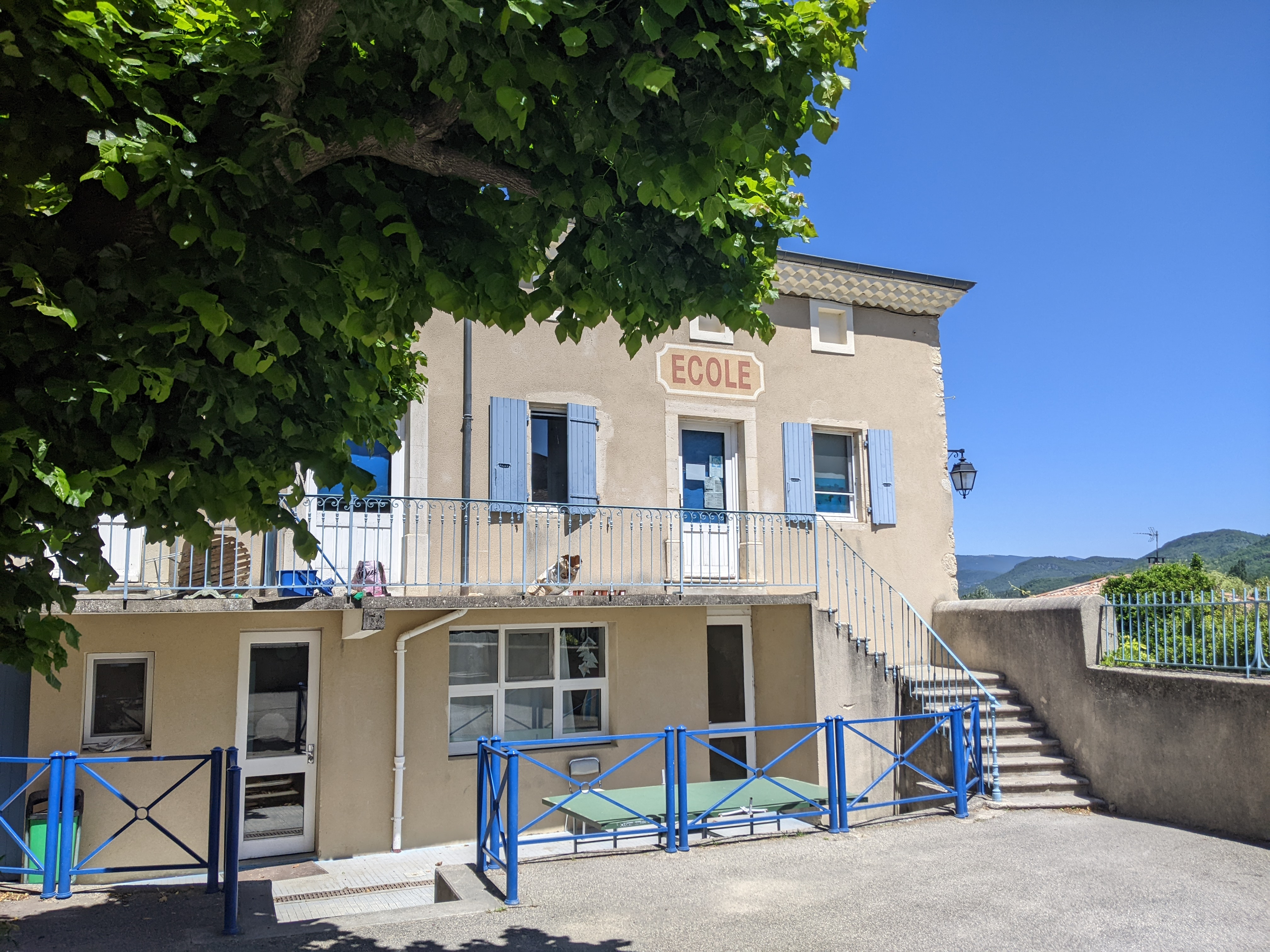
École primaire.

La commune est rattachée à l'académie de Grenoble.

### Manifestations culturelles et festivités
- Fête communale : le troisième dimanche de juillet[18].

### Médias
Le territoire de la commune se situe dans l'aire de diffusion de plusieurs médias :

#### Presse écrite
- Le Dauphiné libéré, quotidien régional qui consacre, chaque jour, y compris le dimanche, dans son édition de « Romans et Drôme des collines » un ou plusieurs articles à l'actualité du canton et de la commune, ainsi que des informations sur les éventuelles manifestations locales, les travaux routiers, et autres événements divers à caractère local.
- L'Agriculture Drômoise, journal d'informations agricoles et rurales qui couvre l'ensemble du département de la Drôme.
- Drôme Hebdo (ancien Peuple Libre), hebdomadaire chrétien d'informations.

#### Presse audio-visuelle
- Ici Drôme Ardèche est une radio publique diffusée sur son territoire.

### Cultes
La communauté catholique et l'église de la commune sont rattachées à la Paroisse Paroisse Sainte Anne sur Roubion et Jabron qui dépend du diocèse de Valence, doyenné de Cléon-d'Andran.

## Économie

### Agriculture
En 1992 : céréales, lavande, ovins, porcins.

## Culture locale et patrimoine

### Lieux et monuments
- Chapelle Notre-Dame-de-Mastèse : vestiges carolingiens[18].
- Maison forte médiévale transformée au XVIe siècle en vaste logis rectangulaire à quatre tours d'angle[réf. nécessaire].
- Château (XIIe siècle), remanié au XVIIe siècle[18].
- Arche entre deux maisons (XIVe siècle)[18].
- Église Saint-Jean-Baptiste de La Touche, néo-romane[18].
- Chapelle du cimetière[18].

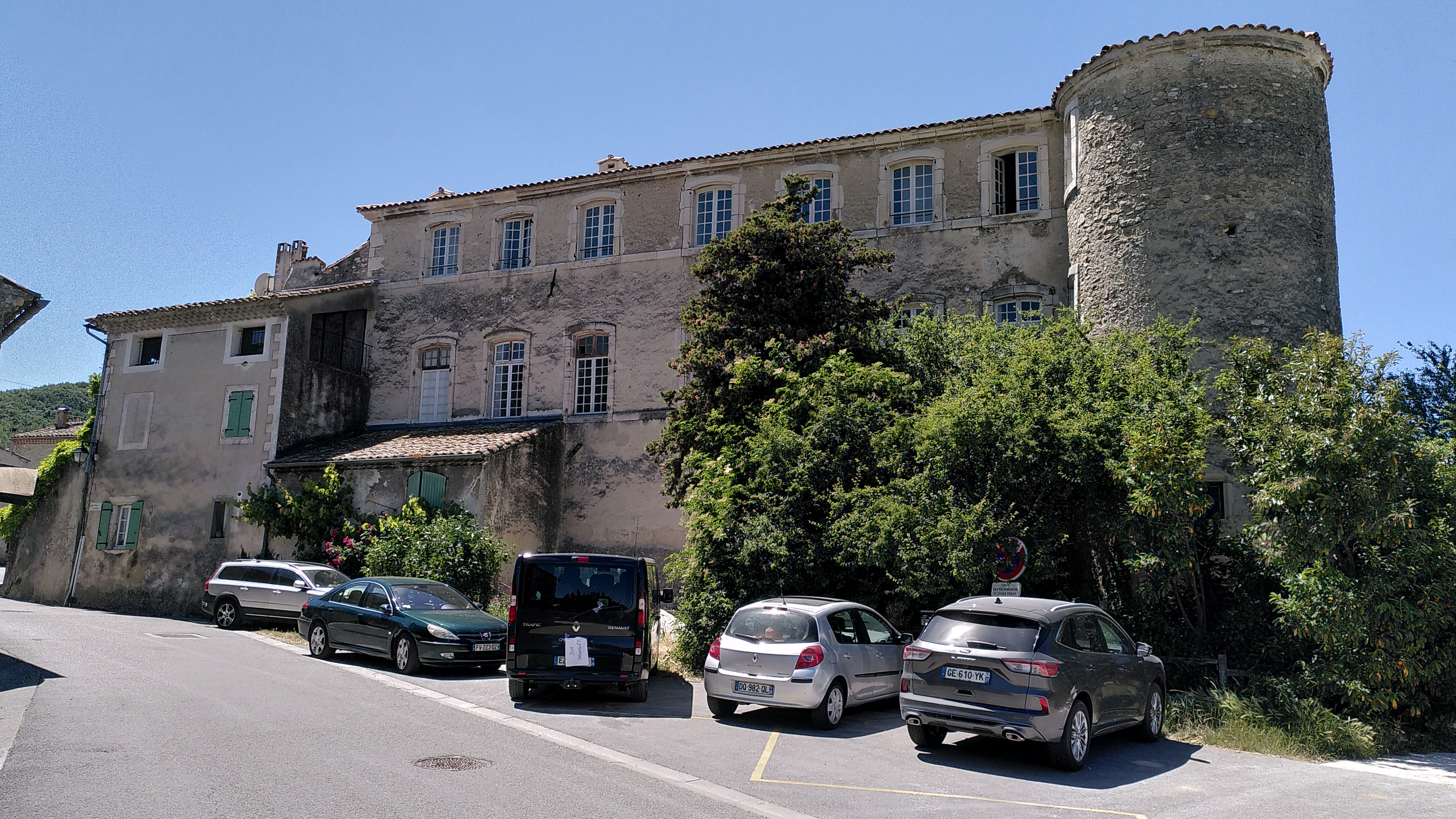
Le château de La Touche.
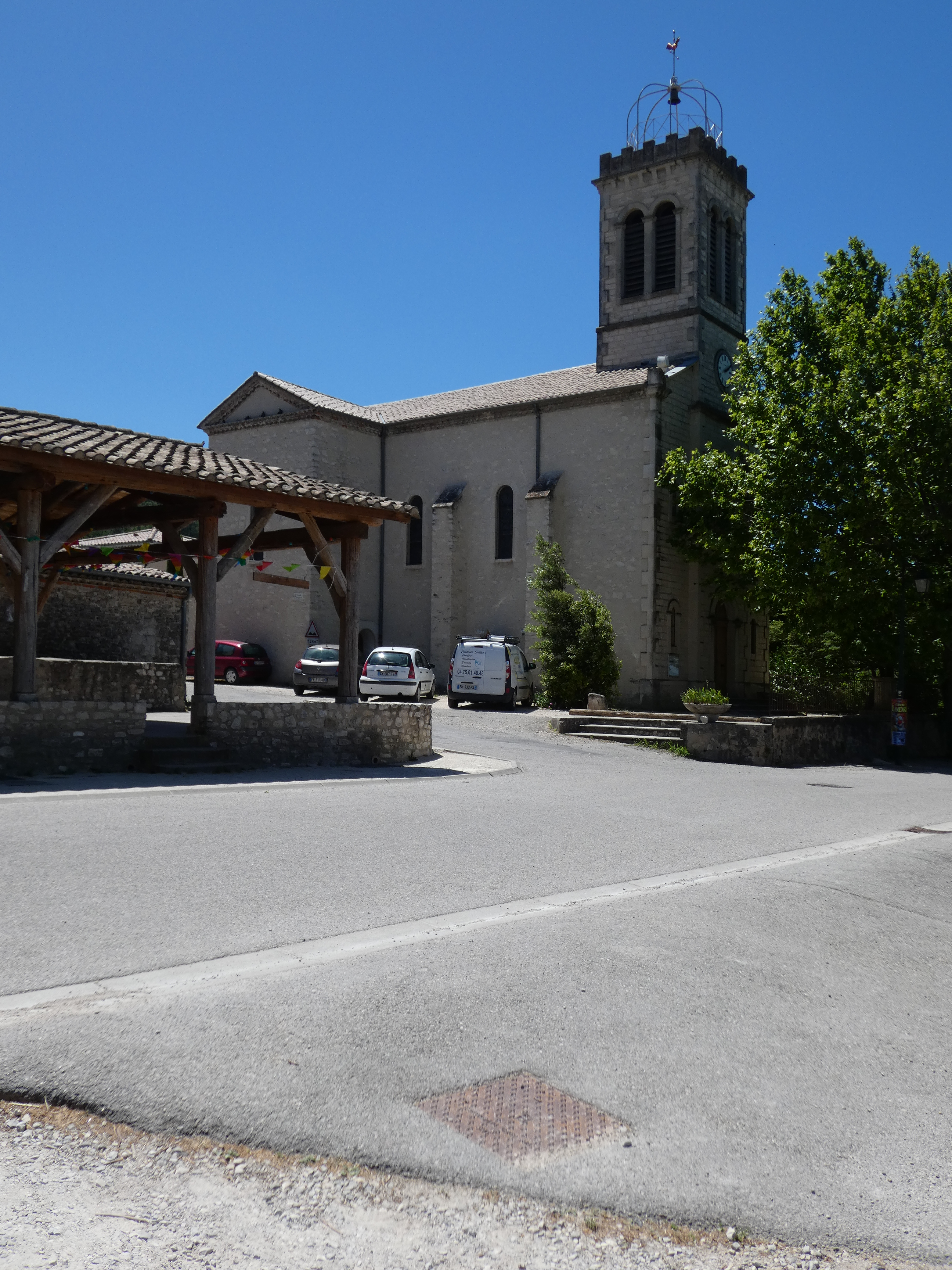
Église Saint-Jean-Baptiste.
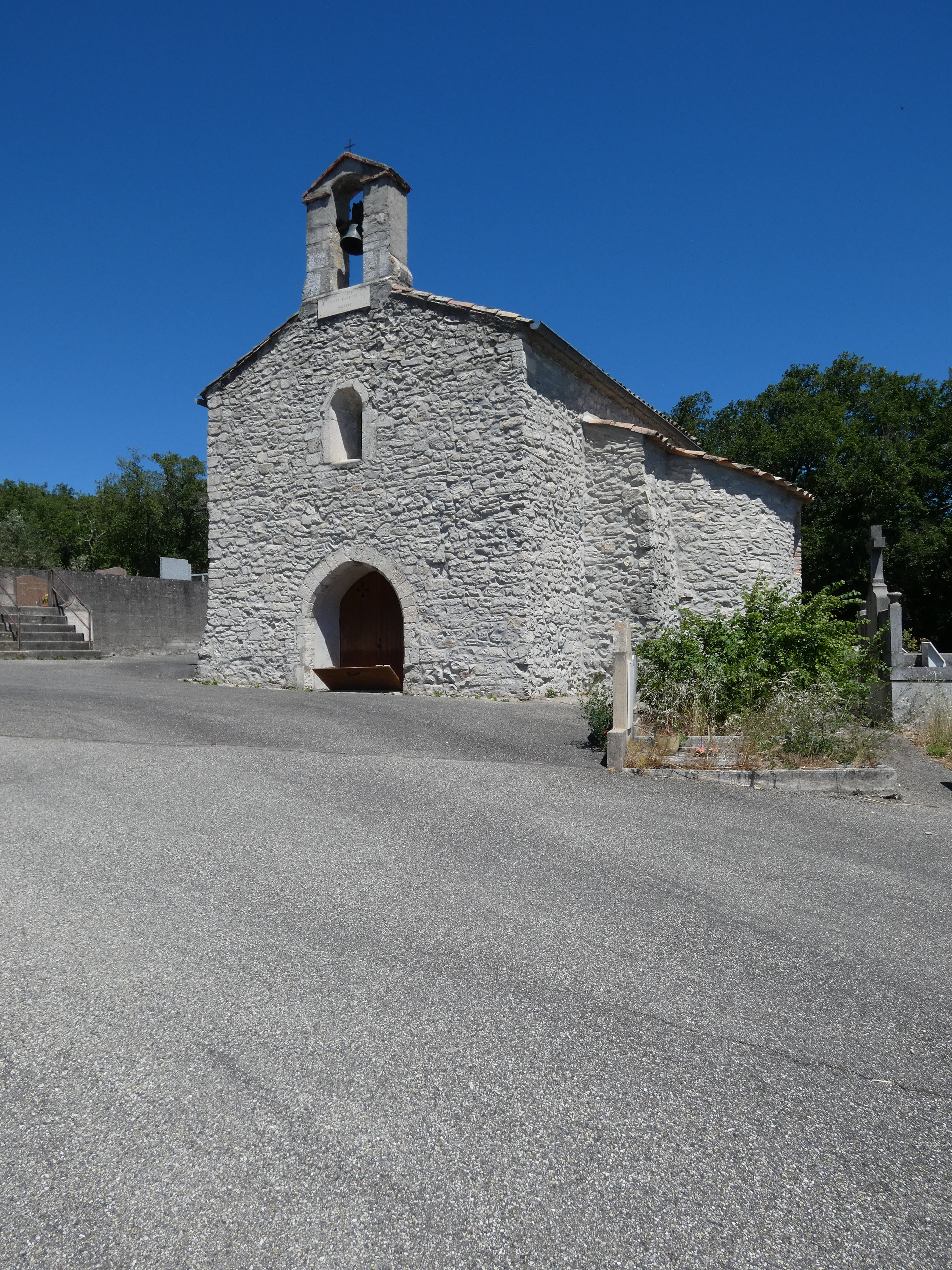
Chapelle du cimetière.
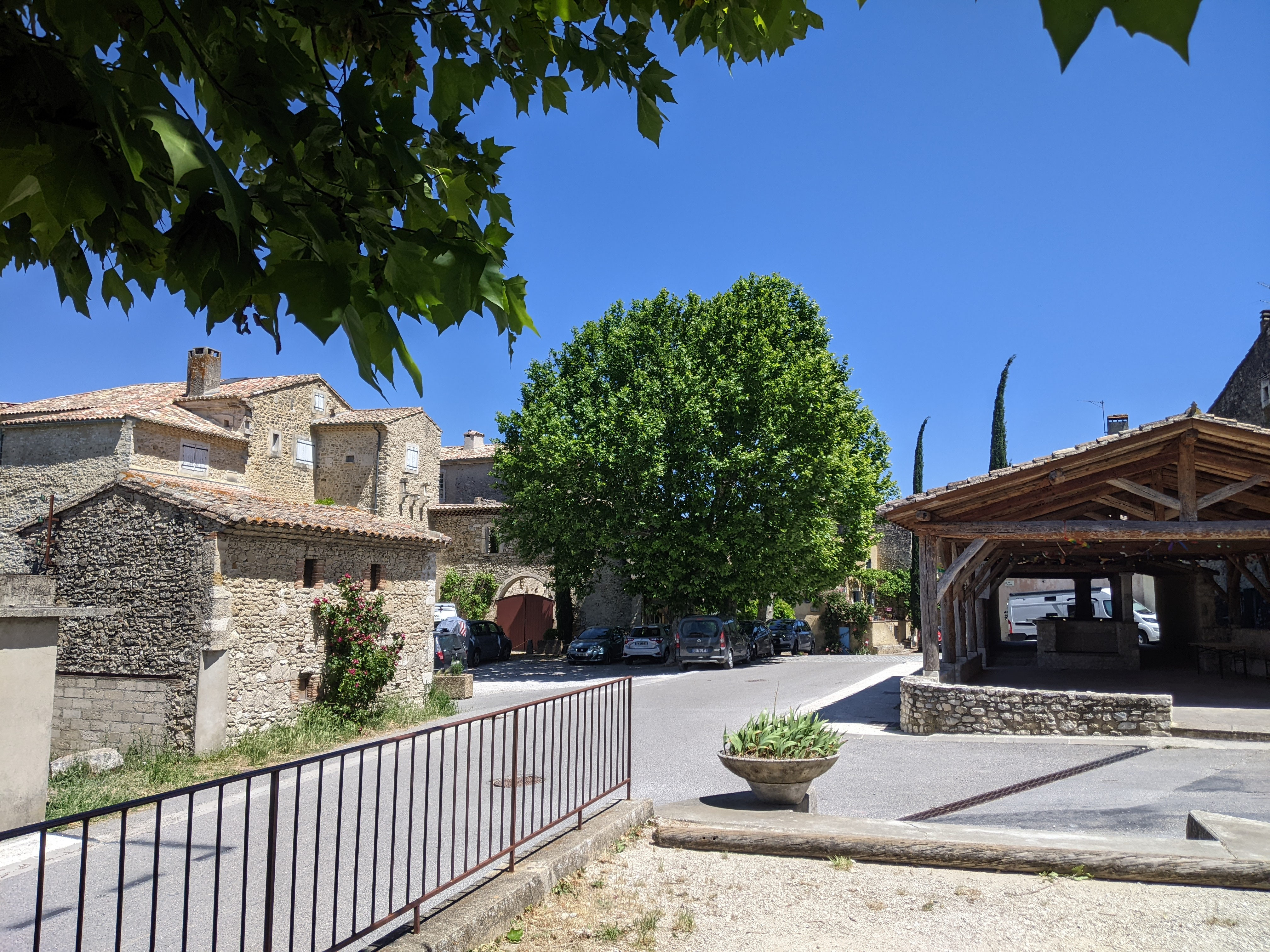
Centre du village.

### Patrimoine culturel
- Artisanat d'art (au château)[18].

### Héraldique, logotype et devise
|  | La Touche possède des armoiries dont l'origine et le blasonnement exact ne sont pas disponibles. |